# Wybory do Parlamentu Europejskiego w Polsce w 2024 roku
Wybory do Parlamentu Europejskiego w Polsce w 2024 roku – proces wyborczy w ramach wyborów w Unii Europejskiej, mający na celu wyłonienie nowych polskich członków do Parlamentu Europejskiego zarządzone na 9 czerwca przez prezydenta Andrzeja Dudę na mocy postanowienia podpisanego 11 marca tego samego roku.

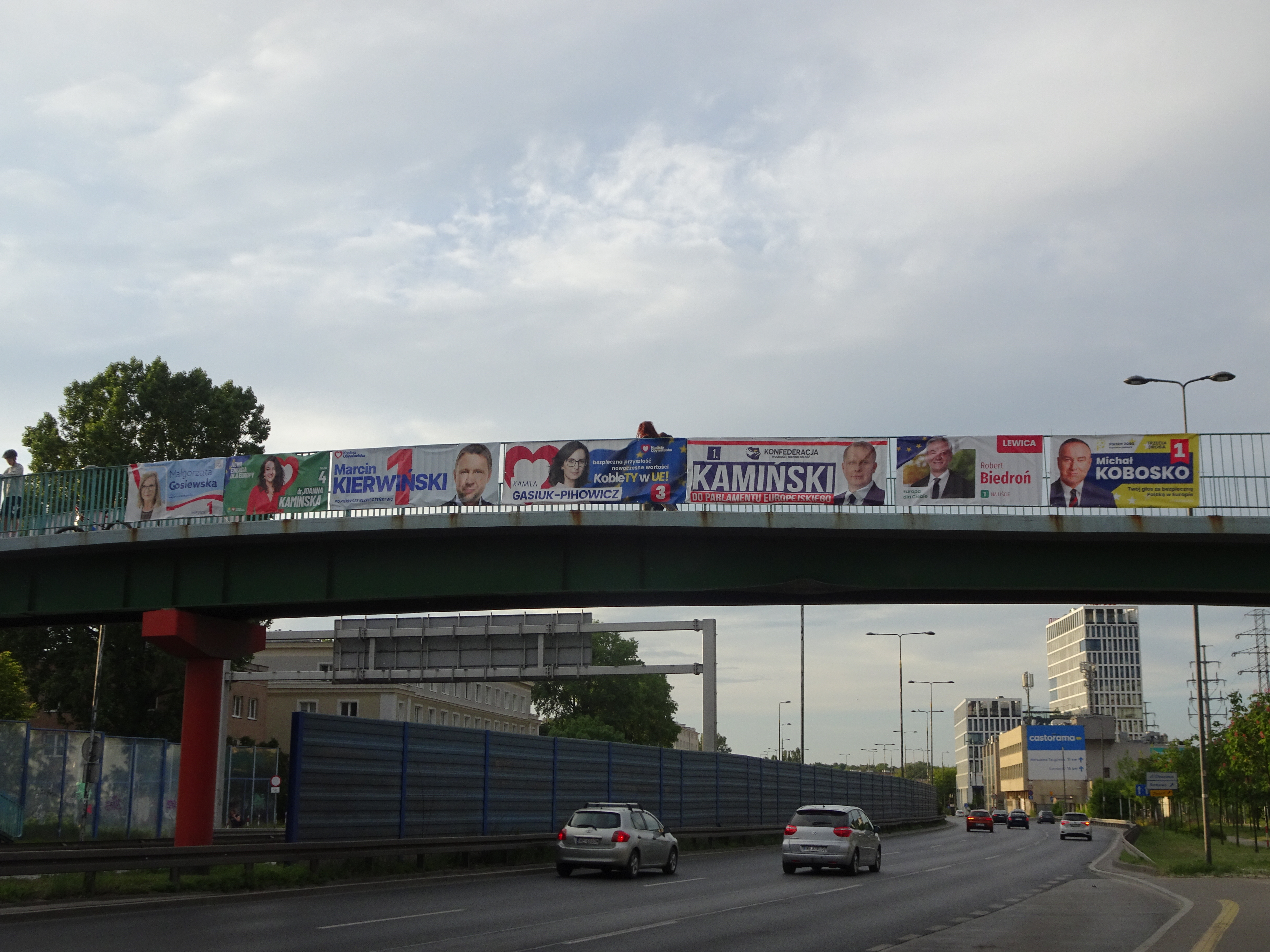
Plakaty wyborcze przed wyborami w Warszawie, na kładce nad Trasą Prymasa Tysiąclecia

## Kalendarz wyborczy[3]
- 22 kwietnia 2024 – termin zawiadomienia Państwowej Komisji Wyborczej o utworzeniu komitetów wyborczych (partii politycznych, koalicyjnych komitetów wyborczych i komitetów wyborczych wyborców) oraz powołania okręgowych i rejonowych komisji wyborczych
- 2 maja 2024 (godz. 16:00) – termin zgłaszania list kandydatów na posłów do Parlamentu Europejskiego
- 6 maja 2024 – utworzenie obwodów głosowania w zakładach leczniczych, domach pomocy społecznej, zakładach karnych, aresztach śledczych, oddziałach zewnętrznych, domach studenckich oraz ustalenie ich numerów, siedzib i granic.
- 10 maja 2024:
  - podanie informacji publicznej położenie obwodowych komisji wyborczych, numery i granice obwodów głosowania, w tym o lokalach przystosowanych do potrzeb osób niepełnosprawnych
  - składanie wniosków o utworzeniu obwodów głosowania na polskich statkach morskich przez kapitanów statków
  - zgłaszanie przez pełnomocników komitetów wyborczych kandydatów na członków obwodowych komisji wyborczych.
- 20 maja 2024:
  - podanie publicznie informacji o numerach i granicach obwodów głosowania utworzonych za granicą oraz o siedzibach obwodowych komisji wyborczych
  - powołanie obwodowych komisji wyborczych
- od 25 maja do 7 czerwca 2024 do godziny 24:00 – nieodpłatne rozpowszechnianie w programach publicznych nadawców radiowych i telewizyjnych audycji wyborczych przygotowanych przez komitety wyborcze
- 8 czerwca (godz. 00:00) – początek ciszy wyborczej i koniec kampanii wyborczej
- 9 czerwca (godz. 7:00–21:00) – głosowanie

## Okręgi wyborcze
| Numer | Obszar                                      | Siedziba OKW        |  |
| 1     | województwo pomorskie                       | Gdańsk              |  |
| 2     | województwo kujawsko-pomorskie              | Bydgoszcz           |  |
| 3     | województwa podlaskie i warmińsko-mazurskie | Olsztyn             |  |
| 4     | część województwa mazowieckiego             | Warszawa            |  |
| 5     | część województwa mazowieckiego             | Warszawa            |  |
| 6     | województwo łódzkie                         | Łódź                |  |
| 7     | województwo wielkopolskie                   | Poznań              |  |
| 8     | województwo lubelskie                       | Lublin              |  |
| 9     | województwo podkarpackie                    | Rzeszów             |  |
| 10    | województwa małopolskie i świętokrzyskie    | Kraków              |  |
| 11    | województwo śląskie                         | Katowice            |  |
| 12    | województwa dolnośląskie i opolskie         | Wrocław             |  |
| 13    | województwa lubuskie i zachodniopomorskie   | Gorzów Wielkopolski |  |

## Komitety
W wyznaczonym terminie rejestrację uzyskało 40 komitetów. 7 z nich zarejestrowało listy w całym kraju, 4 zarejestrowały listy w części okręgów, a 29 nie zarejestrowało żadnej listy.
Komitety ogólnopolskie
Wykaz komitetów wyborczych, które w wyznaczonym czasie zarejestrowały listy we wszystkich 13 okręgach:
- KKW Koalicja Obywatelska → z list komitetu startowały Platforma Obywatelska, Zieloni i Nowoczesna oraz członek Inicjatywy Polska
- KKW Lewica → z list komitetu startowały Nowa Lewica, Lewica Razem i członek Unii Pracy
- KKW Trzecia Droga Polska 2050 Szymona Hołowni – Polskie Stronnictwo Ludowe → z list komitetu startowało także po jednym członku Unii Europejskich Demokratów, Centrum dla Polski i Wolnościowców
- KW Konfederacja Wolność i Niepodległość → z list komitetu startowały Nowa Nadzieja, Ruch Narodowy, Konfederacja Korony Polskiej, Polska Jest Jedna oraz po jednym członku Ruchu Prawdziwa Europa i Wolnościowców
- KW PolExit → z list komitetu startował także Kongres Nowej Prawicy oraz po jednym członku Federacji dla Rzeczypospolitej i partii Polska Jest Jedna
- KW Prawo i Sprawiedliwość → z list komitetu startowali także członkowie Suwerennej Polski
- KWW Bezpartyjni Samorządowcy – Normalna Polska w Normalnej Europie → z list komitetu startowały BS – Łączy nas Polska oraz Konfederacja Odnowa Rzeczypospolitej Wolność i Niepodległość, a także po jednym członku Bezpartyjnych, Nowej Nadziei, Alternatywy Społecznej i Nowej Demokracji – Tak

Komitety regionalne
Wykaz komitetów, które zarejestrowały listy w niektórych okręgach:
- KW Normalny Kraj → z list komitetu startowało także po jednym członku Ślonzoków Razem i Nowej Nadziei
- KW Polska Liberalna Strajk Przedsiębiorców
- KW Ruch Naprawy Polski → z listy komitetu startował także członek Samoobrony
- KWW Głos Silnej Polski

Pozostałe komitety
Wykaz komitetów, które nie zarejestrowały list w żadnym okręgu:
- KW Alternatywa Społeczna
- KW Bezpartyjni
- KKW Polexit Niepodległość
- KW Konfederacja Korony Polskiej
- KW Konfederacja Propolska
- KW Kongres Nowej Prawicy
- KW Normalna Polska
- KW Nowa Nadzieja
- KW Partia Konserwatywna
- KW Polski Interes Narodowy
- KW Prawica
- KW Rodacy Kamraci
- KW Ruch Jedności Polaków
- KW Samoobrona
- KW Samoobrona Rzeczpospolitej Polskiej
- KW Socjaldemokracja Polska
- KW Stronnictwo Ludowe „Ojcowizna” RP
- KW Stronnictwo Pracy
- KW Suwerenna Polska
- KW Ślonzoki Razem
- KW Wolna Europa
- KW Związek Słowiański
- KWW Bezpartyjny Antysystemowy
- KWW Konfederacja i Bezpartyjni Samorządowcy
- KWW PolExit?Najwyższy Czas!
- KWW Polska Socjalna
- KWW Razem dla Wspólnoty
- KWW Rolnicy od Bałtyku do Tatr
- KWW Ruch Dobrobytu i Pokoju

## Numery list komitetów wyborczych[5]
- Numer 1 – KKW Trzecia Droga Polska 2050 Szymona Hołowni – Polskie Stronnictwo Ludowe
- Numer 2 – KWW Konfederacja Wolność i Niepodległość
- Numer 3 – KWW Bezpartyjni Samorządowcy – Normalna Polska w Normalnej Europie
- Numer 4 – KW PolExit
- Numer 5 – KKW Koalicja Obywatelska
- Numer 6 – KKW Lewica
- Numer 7 – KW Prawo i Sprawiedliwość
- Numer 8 – KW Normalny Kraj
- Numer 9 – KW Polska Liberalna Strajk Przedsiębiorców
- Numer 10 – KW Ruch Naprawy Polski
- Numer 11 – KWW Głos Silnej Polski

## Liderzy list wyborczych w okręgach
| Okręg | TD                  | Konfederacja        | BS-NPwNE             | PolExit             | KO                     | Lewica                   | PiS                  | NK                   | PL!SP              | RNP                 | GSP            |
| ----- | ------------------- | ------------------- | -------------------- | ------------------- | ---------------------- | ------------------------ | -------------------- | -------------------- | ------------------ | ------------------- | -------------- |
| Okręg |                     |                     |                      |                     |                        |                          |                      |                      |                    |                     |                |
| 1     | Wioleta Tomczak     | Przemysław Wipler   | Natalia Kruczek      | Jakub Perkowski     | Janusz Lewandowski     | Katarzyna Ueberhan       | Anna Fotyga          | –                    | –                  | –                   | –              |
| 2     | Ryszard Bober       | Sławomir Ozdyk      | Sławomir Woźniak     | Krzysztof Czerepiuk | Krzysztof Brejza       | Piotr Kowal              | Kosma Złotowski      | –                    | Adam Nawara        | –                   | –              |
| 3     | Paweł Zalewski      | Piotr Lisiecki      | Urszula Brzozowska   | Miłosz Kuziemka     | Jacek Protas           | Bożena Przyłuska         | Maciej Wąsik         | Jarosław Galej       | –                  | –                   | –              |
| 4     | Michał Kobosko      | Krystian Kamiński   | Marek Woch           | Tomasz Kwiatkowski  | Marcin Kierwiński      | Robert Biedroń           | Małgorzata Gosiewska | –                    | –                  | –                   | –              |
| 5     | Bożena Żelazowska   | Rafał Foryś         | Piotr Bakun          | Monika Żółtek       | Andrzej Halicki        | Anna Maria Żukowska      | Adam Bielan          | Dariusz Jarocki      | Adam Bodetko       | Romuald Starosielec | Andrzej Poneta |
| 6     | Jolanta Zięba-Gzik  | Jacek Wilk          | Jacek Bartyzel       | Antoni Sajdak       | Dariusz Joński         | Marek Belka              | Witold Waszczykowski | –                    | Andrzej Milecki    | –                   | –              |
| 7     | Krzysztof Hetman    | Anna Bryłka         | Przemysław Grzegorek | Tomasz Krzciuk      | Ewa Kopacz             | Joanna Scheuring-Wielgus | Wojciech Kolarski    | Krzysztof Borysewicz | Jakub Frąckowiak   | –                   | –              |
| 8     | Sławomir Ćwik       | Mirosław Piotrowski | Beata Tyrka-Stećko   | Leszek Samborski    | Marta Wcisło           | Agata Fisz               | Mariusz Kamiński     | –                    | –                  | –                   | –              |
| 9     | Elżbieta Burkiewicz | Tomasz Buczek       | Paweł Frankiewicz    | Grzegorz Rykała     | Elżbieta Łukacijewska  | Wiktoria Barańska        | Daniel Obajtek       | –                    | –                  | –                   | –              |
| 10    | Adam Jarubas        | Konrad Berkowicz    | Stanisław Skuza      | Stanisław Żółtek    | Bartłomiej Sienkiewicz | Andrzej Szejna           | Beata Szydło         | Andrzej Kasela       | Sebastian Cierpiał | –                   | –              |
| 11    | Michał Gramatyka    | Marcin Sypniewski   | Janusz Korwin-Mikke  | Tomasz Skóra        | Borys Budka            | Maciej Konieczny         | Jadwiga Wiśniewska   | Małgorzata Grzywa    | Maciej Mol         | Marek Janik         | –              |
| 12    | Róża Thun           | Stanisław Tyszka    | Oskar Kida           | Norbert Czarnek     | Bogdan Zdrojewski      | Krzysztof Śmiszek        | Anna Zalewska        | –                    | –                  | –                   | –              |
| 13    | Michał Kamiński     | Magdalena Sosnowska | Krzysztof Łopatowski | Janusz Żurek        | Bartosz Arłukowicz     | Włodzimierz Cimoszewicz  | Joachim Brudziński   | –                    | –                  | –                   | –              |

## Frekwencja

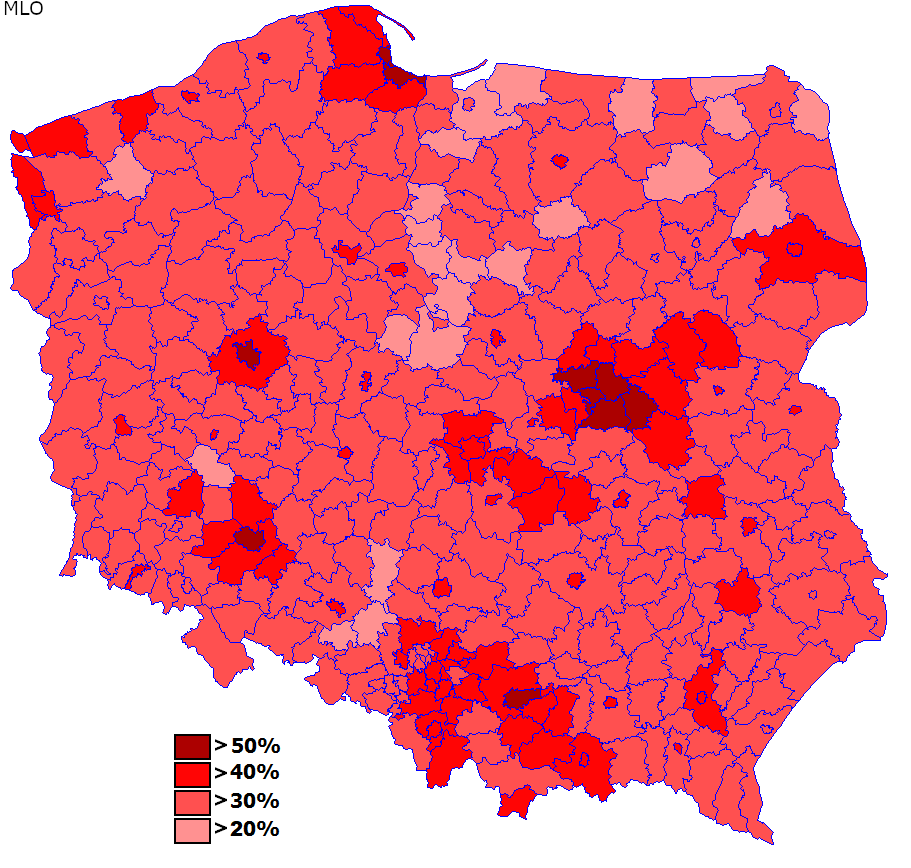
Frekwencja w poszczególnych powiatach

- Do godziny 12:00 – 11,66%[17]
- Do godziny 17:00 – 28,20%[18]
- Ostateczna – 40,65%[19]

## Wyniki
| Komitet wyborczy | Komitet wyborczy                                                           | Głosy      | Głosy  | Głosy | Mandaty | Mandaty | Mandaty |
| Komitet wyborczy | Komitet wyborczy                                                           | Liczba     | %      | +/−   | Liczba  | +/−     | %       |
| ---------------- | -------------------------------------------------------------------------- | ---------- | ------ | ----- | ------- | ------- | ------- |
|                  | KKW Koalicja Obywatelska                                                   | 4 359 443  | 37,06  | –     | 21      | 7       | 39,62   |
|                  | Prawo i Sprawiedliwość                                                     | 4 253 169  | 36,16  | 9,22  | 20      | 7       | 37,73   |
|                  | Konfederacja Wolność i Niepodległość                                       | 1 420 287  | 12,08  | 7,53  | 6       | 6       | 11,32   |
|                  | KKW Trzecia Droga Polska 2050 Szymona Hołowni – Polskie Stronnictwo Ludowe | 813 238    | 6,91   | –     | 3       | [ d ]   | 5,66    |
|                  | KKW Lewica                                                                 | 741 071    | 6,30   | –     | 3       | 5       | 5,66    |
|                  |                                                                            |            |        |       |         |         |         |
|                  | KWW Bezpartyjni Samorządowcy – Normalna Polska w Normalnej Europie         | 108 926    | 0,93   | –     | –       | –       | –       |
|                  | PolEXIT                                                                    | 29 195     | 0,25   | 0,19  | –       | –       | –       |
|                  | Normalny Kraj                                                              | 20 308     | 0,17   | –     | –       | –       | –       |
|                  | Polska Liberalna Strajk Przedsiębiorców                                    | 9 453      | 0,08   | –     | –       | –       | –       |
|                  | Ruch Naprawy Polski                                                        | 4 737      | 0,04   | –     | –       | –       | –       |
|                  | KWW Głos Silnej Polski                                                     | 2 167      | 0,02   | –     | –       | –       | –       |
|                  |                                                                            |            |        |       |         |         |         |
| Ogółem           | Ogółem                                                                     | 11 761 994 | 100,00 | –     | 53      | 1       | 100,00  |
| Głosy nieważne   | Głosy nieważne                                                             | 67 731     | 0,57   | 0,25  |         |         |         |
| Frekwencja       | Frekwencja                                                                 | 11 829 725 | 40,65  | 5,03  |         |         |         |

### Wyniki w skali okręgów

#### Wyniki głosowania
Wszystkie dane wyrażono w procentach.
| Okręg  |       |       |       |      |        |      |         |      |      |      |      | Frekwencja |
| Okręg  | KO    | PiS   | KWiN  | TD   | Lewica | BS   | PolExit | NK   | PLSP | RNP  | GSP  | Frekwencja |
| ------ | ----- | ----- | ----- | ---- | ------ | ---- | ------- | ---- | ---- | ---- | ---- | ---------- |
| 1      | 51,06 | 28,07 | 9,37  | 5,40 | 4,65   | 1,13 | 0,33    | –    | –    | –    | –    | 42,61      |
| 2      | 44,38 | 31,30 | 10,24 | 7,98 | 4,71   | 0,87 | 0,27    | –    | 0,24 | –    | –    | 35,82      |
| 3      | 37,36 | 36,75 | 12,71 | 7,87 | 3,60   | 1,01 | 0,25    | 0,44 | –    | –    | –    | 35,32      |
| 4      | 44,46 | 24,82 | 11,96 | 7,06 | 10,41  | 1,06 | 0,23    | –    | –    | –    | –    | 56,30      |
| 5      | 23,81 | 49,17 | 12,94 | 9,10 | 3,25   | 0,70 | 0,20    | 0,22 | 0,10 | 0,20 | 0,30 | 37,91      |
| 6      | 33,29 | 38,60 | 10,96 | 5,91 | 9,93   | 0,83 | 0,25    | –    | 0,22 | –    | –    | 41,11      |
| 7      | 38,85 | 28,92 | 13,18 | 9,24 | 8,06   | 0,76 | 0,23    | 0,53 | 0,24 | –    | –    | 39,16      |
| 8      | 26,00 | 47,16 | 15,11 | 6,95 | 3,29   | 1,19 | 0,30    | –    | –    | –    | –    | 38,35      |
| 9      | 23,73 | 52,87 | 15,23 | 4,71 | 2,07   | 1,16 | 0,24    | –    | –    | –    | –    | 38,50      |
| 10     | 26,96 | 44,05 | 14,14 | 8,81 | 4,73   | 0,72 | 0,25    | 0,27 | 0,08 | –    | –    | 41,77      |
| 11     | 41,42 | 36,45 | 10,15 | 5,56 | 4,63   | 0,70 | 0,21    | 0,47 | 0,16 | 0,25 | –    | 40,31      |
| 12     | 41,59 | 31,48 | 11,71 | 4,90 | 8,85   | 1,22 | 0,26    | –    | –    | –    | –    | 39,49      |
| 13     | 44,49 | 29,77 | 9,24  | 5,82 | 9,47   | 0,96 | 0,26    | –    | –    | –    | –    | 37,87      |
| Polska | 37,06 | 36,16 | 12,08 | 6,91 | 6,30   | 0,93 | 0,25    | 0,17 | 0,08 | 0,04 | 0,02 | 40,65      |

#### Podział mandatów
| Okręg  | KO | PiS | KWiN | TD | Lewica | Ogółem |
| ------ | -- | --- | ---- | -- | ------ | ------ |
| Okręg  |    |     |      |    |        | Ogółem |
| 1      | 2  | 1   | –    | –  | –      | 3      |
| 2      | 1  | 1   | –    | –  | –      | 2      |
| 3      | 1  | 1   | –    | –  | –      | 2      |
| 4      | 3  | 2   | 1    | 1  | 1      | 8      |
| 5      | 1  | 2   | –    | –  | –      | 3      |
| 6      | 1  | 1   | –    | –  | –      | 2      |
| 7      | 2  | 1   | 1    | 1  | 1      | 6      |
| 8      | 1  | 1   | –    | –  | –      | 2      |
| 9      | 1  | 2   | 1    | –  | –      | 4      |
| 10     | 2  | 3   | 1    | 1  | –      | 7      |
| 11     | 3  | 2   | 1    | –  | –      | 6      |
| 12     | 2  | 2   | 1    | –  | 1      | 6      |
| 13     | 1  | 1   | –    | –  | –      | 2      |
| Polska | 21 | 20  | 6    | 3  | 3      | 53     |

### Wyniki w skali powiatów

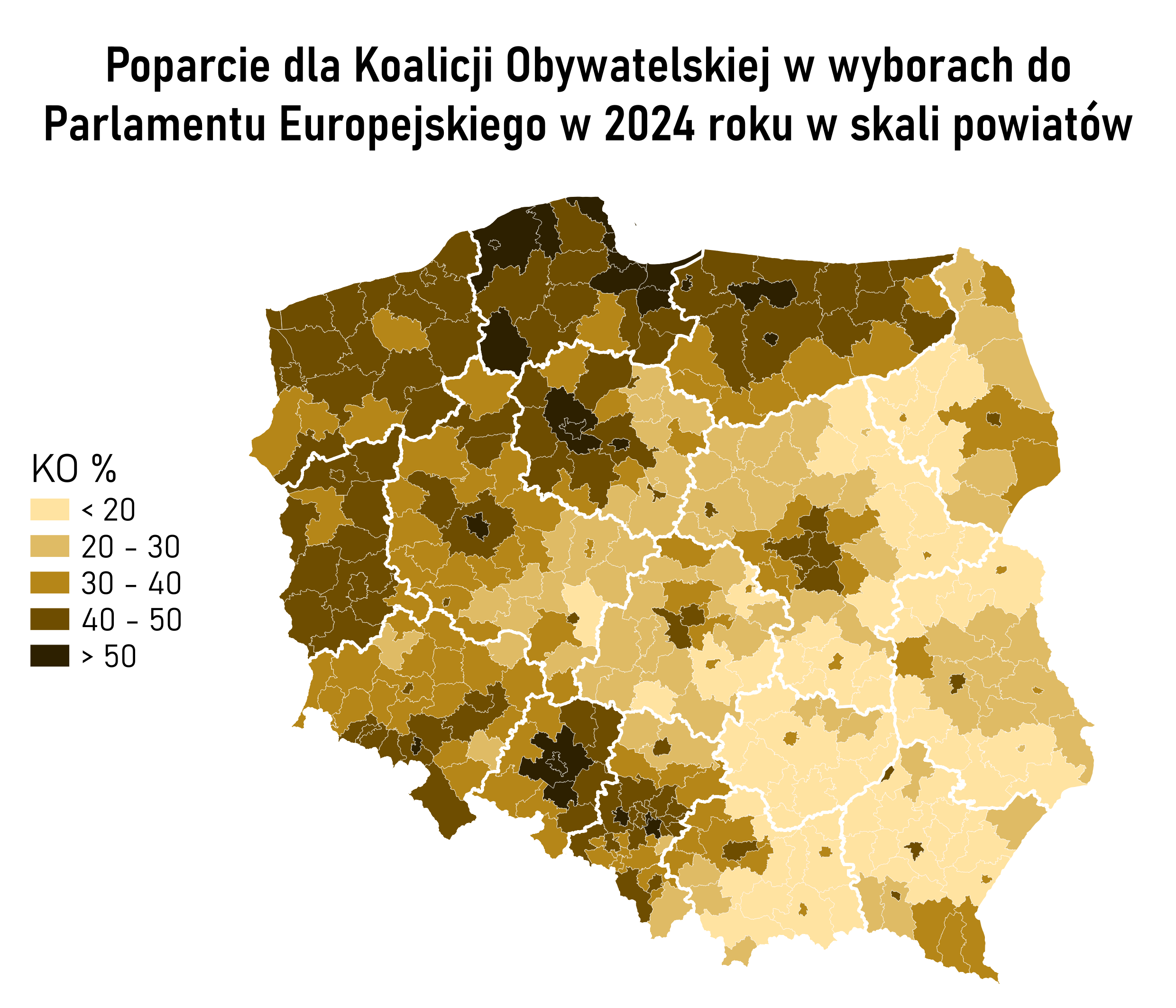
Poparcie dla Koalicji Obywatelskiej
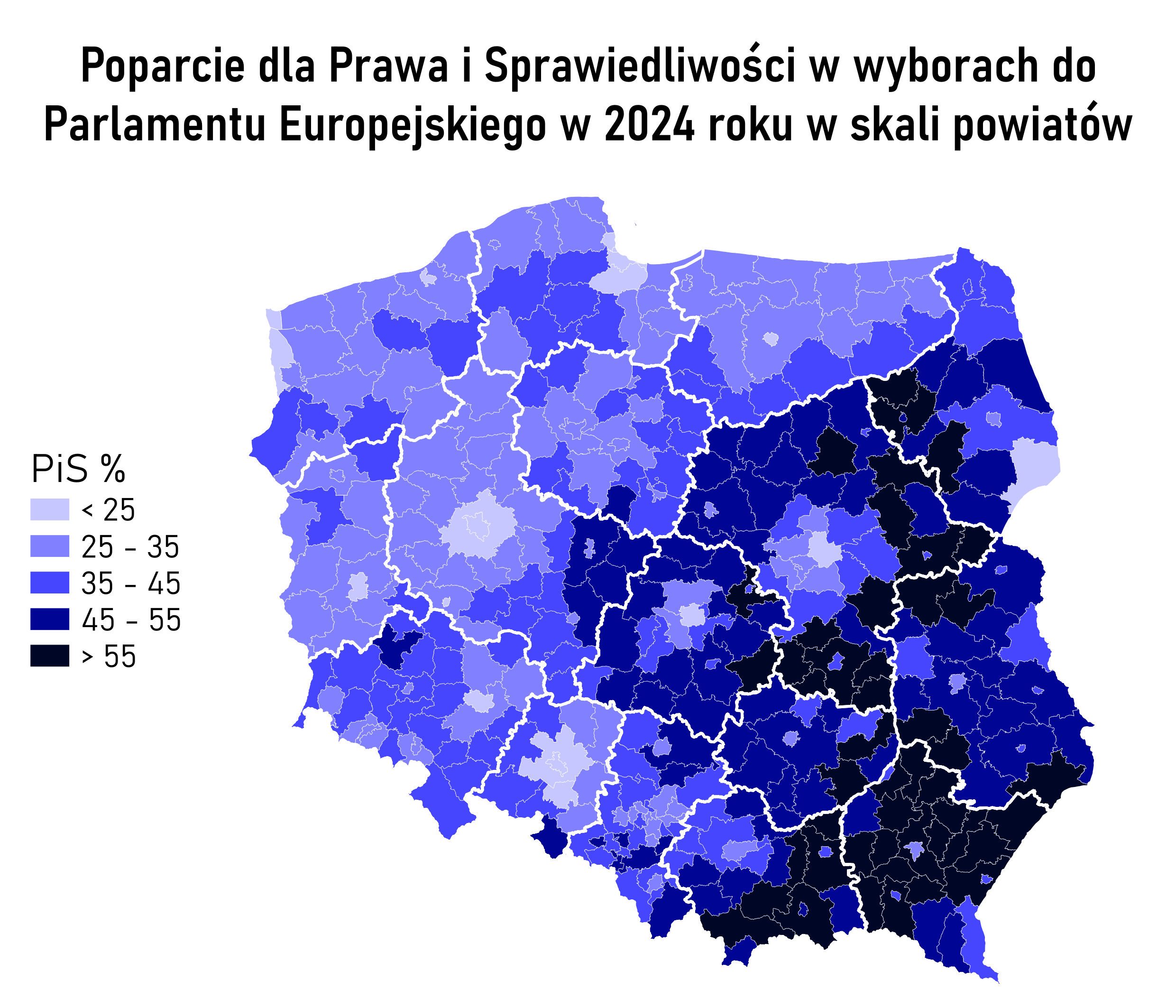
Poparcie dla Prawa i Sprawiedliwości
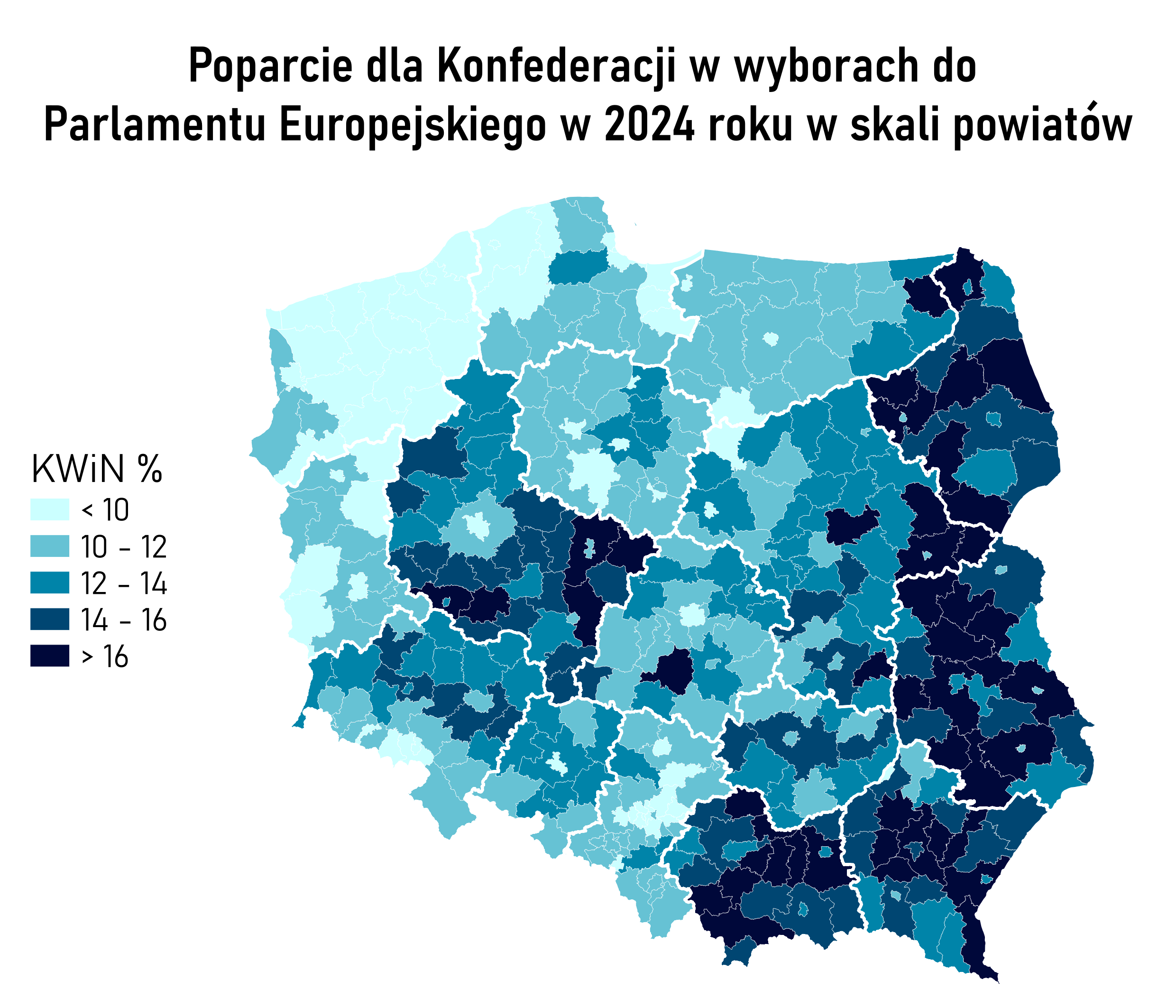
Poparcie dla Konfederacji
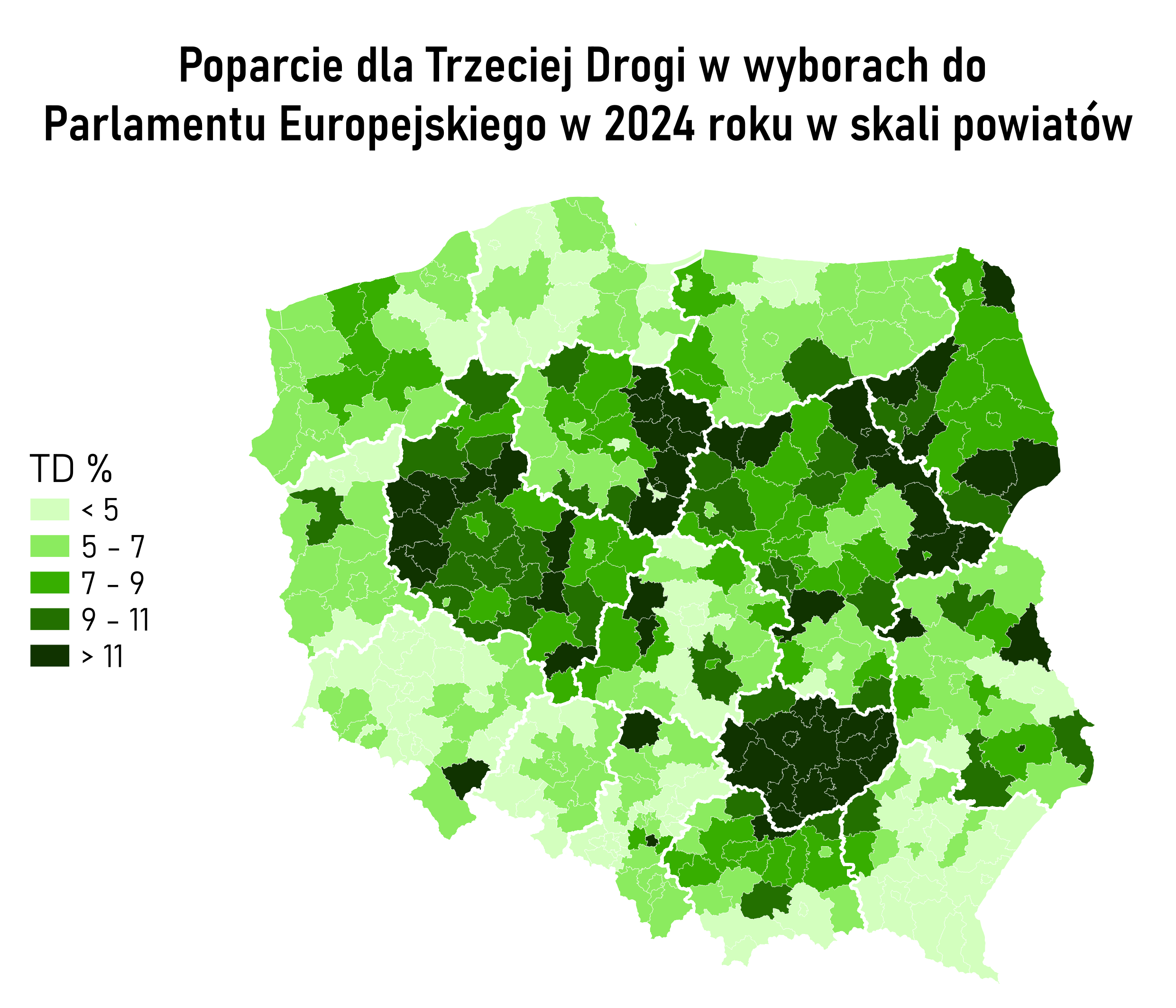
Poparcie dla Trzeciej Drogi
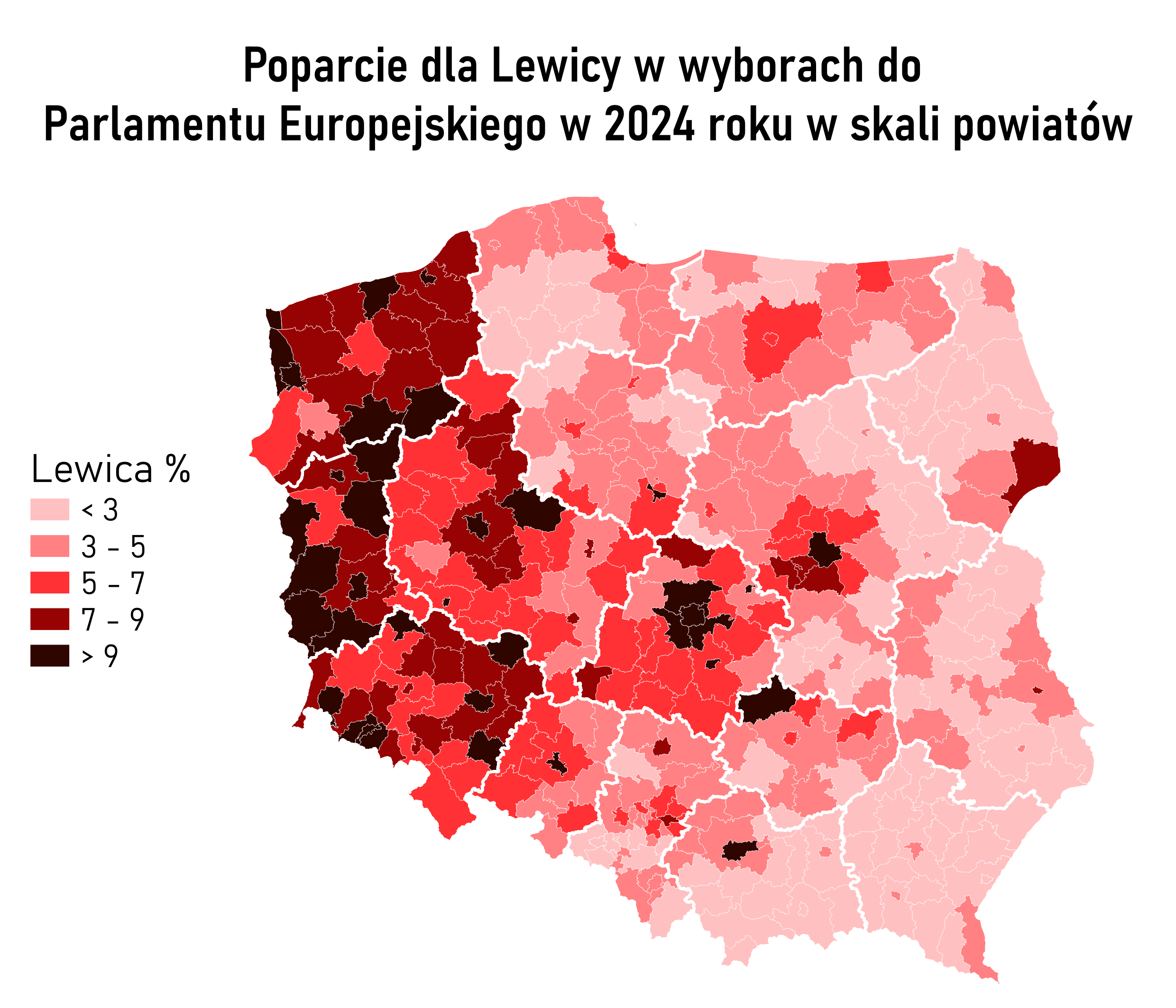
Poparcie dla Lewicy
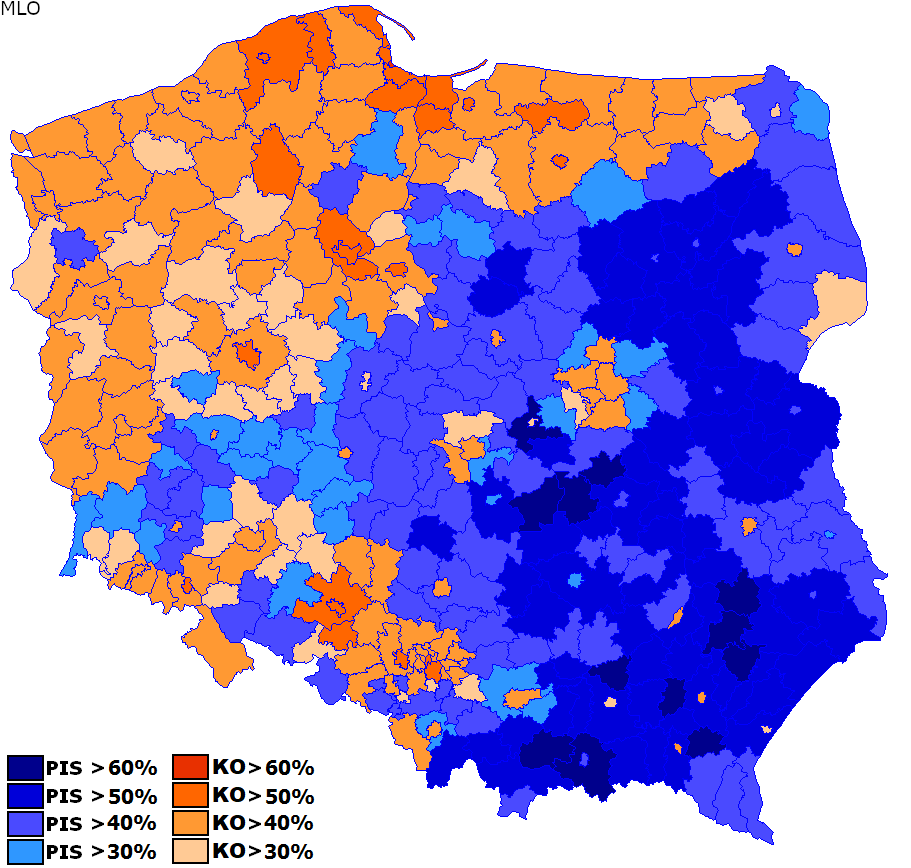
Wyniki wyborów do Parlamentu Europejskiego w poszczególnych powiatach

### Wyniki w skali gmin

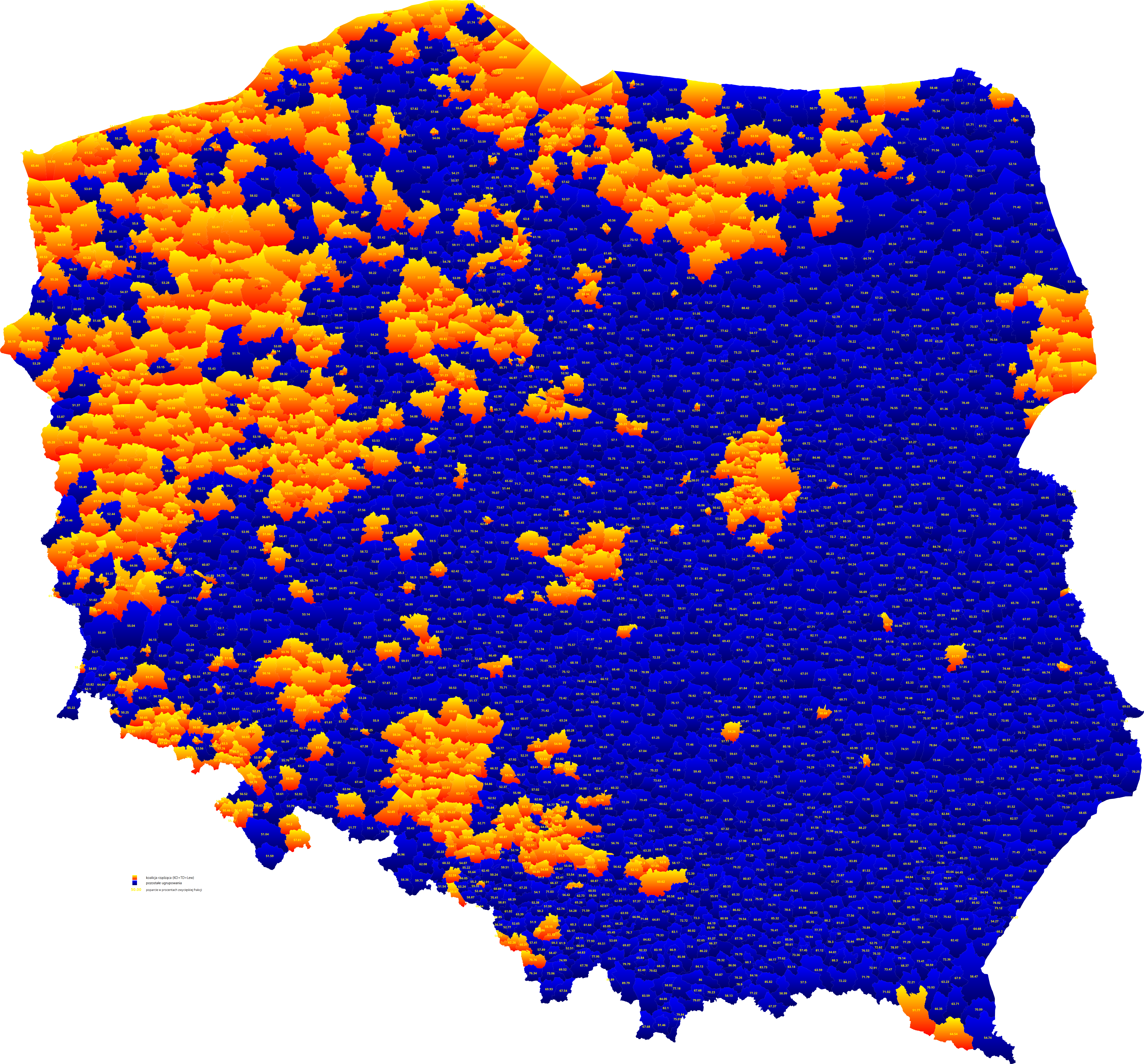
Wybory do PE w Polsce 2024 w gminach koalicja-opozycja